# Warhaus
Warhaus — бельгийский музыкальный проект Маартена Деволдере, одного из лидеров группы Balthazar.
Дебютный сингл «The Good Lie» вышел в 2016 году. Деволдере написал песню вместе со своей бывшей девушкой, Сильви Кройш, вокалисткой бельгийской группы Soldier's Heart.
В 2016 году вышел дебютный альбом «We Fucked a Flame into Being», названный в честь романа «Любовник леди Чаттерлей» Дэвида Лоуренса.   В октябре 2017 года вышел второй альбом «Warhaus».  Песня «Control» из альбома «Warhaus» использовалась в качестве вступительной музыки к каждому эпизоду нидерландско-фламандского сериала «Red Light». В ноябре 2022 года вышел третий альбом «Ha Ha Heartbreak», в котором Деволдере поет о расставании с Кройш. В 2024 году вышел четвертый альбом «Karaoke Moon».
На концертах Деволдере помогают Яспер Маэкельберг (гитара), Сандер Верстрате (бас-гитара), Сильви Кройш (бэк-вокал) и коллеги по группе Balthazar Михиль Балкан (ударные) и Тейс Дельбеке (фортепиано, тромбон). Весной 2018 года Кройш покинула Warhaus, чтобы полностью сосредоточиться на сольной карьере, но вернулась в 2024 для альбома «Karaoke Moon».

## Дискография
Альбомы
- We Fucked a Flame Into Being (2016)
- Warhaus (2017)
- Ha Ha Heartbreak (2022)
- Karaoke Moon (2024)